# Gray Peak (Antarktika)
Der Gray Peak ist ein markanter, felsiger und 2570 m hoher Berggipfel in der antarktischen Ross Dependency. Im Königin-Maud-Gebirge ragt er 6,5 km nordöstlich des Mount Hermanson an der Westflanke des Canyon-Gletschers auf. 
Das Advisory Committee on Antarctic Names benannte ihn 1966 nach Thomas I. Gray Jr., einem Meteorologen der Forschungsstation Little America V südlich der Bucht der Wale auf dem Ross-Schelfeis im Jahr 1958.